# Philipp Adolph von Münchhausen
Philipp Adolph von Münchhausen (* 7. Juli 1694; † 11. Dezember 1762) war ein deutscher Verwaltungsjurist und zuletzt hannoverscher Staatsminister und Chef der Deutschen Kanzlei in London.

## Leben
Philipp Adolph von Münchhausen wurde geboren als Sohn des Gerlach Heino von Münchhausen (1652–1710), Kammerherr des Großen Kurfürsten, später Oberstallmeister Friedrichs I., und dessen Gemahlin Catharina Sophia von Selmnitz aus dem Hause Steinburg, Miterbin des Gutes in Straußfurt (Thüringen). Er ist nicht zu verwechseln mit seinem gleichnamigen Großvater Philipp Adolph von Münchhausen (1593–1657) (siehe kurzer Lebensabriß im Artikel über dessen Vater Hilmar den Jüngeren von Münchhausen). Aufgrund des Hofamtes seines Vaters wuchs Philipp Adolph von Münchhausen in Berlin auf, obgleich das Erbgut des Vaters, Schloss Wendlinghausen, im Weserbergland (in der Grafschaft Lippe) lag.
Er studierte Rechtswissenschaften an den Universitäten Jena und Halle, wurde 1717 braunschweig-lüneburgischer Kammerjunker am Hof in Wolfenbüttel und später in das Hof-Ratskollegium eingeführt. 1724 wechselte er als Oberappellationsrat in königlich polnische und kurfürstlich sächsische Dienste. 1728 wurde er von Fürstbischof Ernst August II. als Wirklicher Geheimer Rat nach Osnabrück berufen. Nach dem baldigen Tod des Bischofs trat er in kurhannoverschen Dienst und wurde Geheimer und Erster Regierungsrat in Stade. Ab 1731 war er Gräfe des Landes Hadeln.
Am 11. April 1741 wurde er zum Staatsminister ernannt, 1749 zum Chef der Deutschen Kanzlei in London. Der schriftliche Verkehr der britischen Könige aus dem Haus Hannover mit den Regierungsstellen in Hannover führte stets über die Deutsche Kanzlei in London und ihren Minister. Amts- und Wohnsitz war 10 Downing Street, der spätere Sitz des Premierministers. Zugleich war Münchhausen bis 1758 Präsident des Regierungskollegiums für die Herzogtümer Bremen und Verden in Stade.
Von Münchhausen nahm 1722 als schriftsässiger Rittergutsbesitzer von Steinburg als Vertreter der Allgemeinen Ritterschaft am Sächsischen Landtag teil. 1725, 1728, 1731, 1734, 1737 und 1742 war er im Weiteren Ausschuß der Ritterschaft.
Münchhausen starb 1762 in Hannover auf der Durchreise zu seinem Gut Steinburg und wurde in der Gartenkirche St. Marien in Hannover beigesetzt.

## Familie
Philipp Adolph von Münchhausen hatte elf Geschwister. Der älteste Bruder war der Oberhofmarschall der Herzogin von Sachsen-Weimar, Ernst Friedemann von Münchhausen (1686–1762), Herr auf Wendlinghausen (1731 verkauft) und Herrengosserstedt (1730 erworben), zweitältester Bruder war der königlich-britische Premierminister des Kurfürstentums Hannover, Gerlach Adolph von Münchhausen (1688–1770), Herr auf Straußfurt. Philipp Adolph und seine Brüder waren Onkel (Cousins 2. Grades des Vaters) des später als „Lügenbaron“ berühmt gewordenen Karl Friedrich Hieronymus von Münchhausen.
Philipp Adolph von Münchhausen war zweimal verheiratet, in erster Ehe ab 1724 mit Charlotte von Münchhausen aus dem Hause Neuhaus-Leitzkau (1705–1730), in zweiter Ehe ab 1738 mit Sophie Charlotte von der Schulenburg aus dem Hause Altenhausen (1714–1789).

## Besitz
Seine ersten Lebensjahre verbrachte Philipp Adolph von Münchhausen vermutlich in Berlin. Da nach dem Tode des Vaters 1710 das väterliche Erbgut Wendlinghausen und das mütterliche Erbgut Straußfurt an die älteren Brüder gingen, erhielt Philipp Adolph bei der Erbteilung das Gut Steinburg, das seinem mütterlichen Großvater Ernst Friedemann von Selmnitz gehört hatte und welches sein Vater 1686 dem Schwager Selmnitz abgekauft hatte. 1753 erwarb Philipp Adolph dann noch das benachbarte Gut Tauhardt als Vorwerk. Als Teil des Amtes Eckartsberga gehörte Steinburg zum Thüringer Kreis des Kurfürstentums Sachsen.
Zwei Jahre vor seinem Tod erbte er schließlich noch 1760 – zusammen mit seinen Brüdern – von einem Vetter das „Gut Althaus“ in Leitzkau (mit Vorwerk Hobeck), im brandenburgisch-preußischen Herzogtum Magdeburg gelegen.
Da er in Kurhannover nicht ansässig war, weil seine ererbten Güter sich in anderen Fürstentümern befanden, erhielt er von seinem Dienstherrn Georg III. kurz vor seinem Tod 1762 eine „General-Lehens-Exspektanz“ auf das nächste freiwerdende Lehen im Kurfürstentum Hannover. Aufgrund dieser wurde sein Sohn Friedrich Otto 1764 mit dem Gut Bettensen belehnt, das bis heute seinen Nachfahren aus der Steinburger Linie gehört.

## Skandal der Tochter Amalie
Zu seinen Kindern aus zweiter Ehe gehörte Amalie (1757–1844), die 1785 am Weimarer Musenhof einen berühmten Skandal auslöste: Sie hatte in einer arrangierten Ehe Christoph Ferdinand Freiherrn von Werthern geheiratet, verliebte sich aber bald in August von Einsiedel, Bergkommissionsrat am Freiberger Oberbergamt und gut bekannt mit Johann Gottfried Herder und Johann Wolfgang Goethe. Einsiedel war vom Denken Rousseaus und seinen Erziehungsprinzipien beeindruckt und hatte sich in den Kopf gesetzt, dessen Theorien über die ursprünglichen, natürlichen Menschen und ihre Erziehung durch die naturbelassenen Verhältnisse zu erforschen und zu beweisen. Er plante daher eine Reise, gemeinsam mit seinen beiden Brüdern, nach Afrika, an den Fluss Senegal und über diesen Fluss in das Landesinnere. Diese Reise bot Amalie von Werthern die Gelegenheit, sich mit Einsiedel aus Weimar abzusetzen. Kurz vor der Abreise der Brüder Einsiedel im Mai 1785 nach Afrika reiste die junge Ehefrau zu Verwandten. Von dort gelangte bald die Nachricht ihres plötzlichen Todes an einer hochansteckenden Krankheit nach Weimar und löste große Bestürzung aus. Diskret arrangierte Amalie durch Mittelsleute ihr eigenes Scheinbegräbnis in der Gruft der Familie Münchhausen in der Schlosskirche von Leitzkau, wo unter großer Anteilnahme ihrer Familie und ihres Ehemannes ihr Sarg bestattet wurde – gefüllt mit einer Strohpuppe, was niemand wusste. Heimlich schiffte sie sich mit den Brüdern Einsiedel im Frühjahr 1785 nach Tunis ein. Von dort wollte man aus Kostengründen Karawanenwege für die Weiterreise an den Senegal nutzen. Einer der Brüder gelangte bis Tripolis, doch die Pest wütete in ganz Nordafrika und zwang die Reisenden bald zur Rückkehr. Inzwischen war in Weimar bereits kolportiert worden, jemand habe die Verstorbene in Straßburg am Arm des August von Einsiedel ganz lebendig spazieren gesehen. Ihr Sarg wurde geöffnet und eine Holzbüste auf einer Strohpuppe vorgefunden. Dieses Scheinbegräbnis skandalisierte nun deutschlandweit. Nach ihrer Rückkehr und baldigen Scheidung 1788 heiratete sie ihren Geliebten in zweiter Ehe. Die Holzbüste aus ihrem Sarg war noch 1938 im Schloss Leitzkau zu sehen.

## Belege
1. ↑  Josef Matzerath: Aspekte sächsischer Landtagsgeschichte. S. 144ff., abgerufen am 31. März 2024.
2. ↑  Udo von Alvensleben (Kunsthistoriker), Besuche vor dem Untergang, Adelssitze zwischen Altmark und Masuren, Aus Tagebuchaufzeichnungen zusammengestellt und herausgegeben von Harald von Koenigswald, Frankfurt/M.-Berlin 1968, S. 117

| Personendaten    | Personendaten                                                                                      |
| ---------------- | -------------------------------------------------------------------------------------------------- |
| NAME             | Münchhausen, Philipp Adolph von                                                                    |
| KURZBESCHREIBUNG | deutscher Verwaltungsjurist, hannoverscher Staatsminister und Chef der Deutschen Kanzlei in London |
| GEBURTSDATUM     | 7. Juli 1694                                                                                       |
| STERBEDATUM      | 11. Dezember 1762                                                                                  |